# Palais de Łomnica

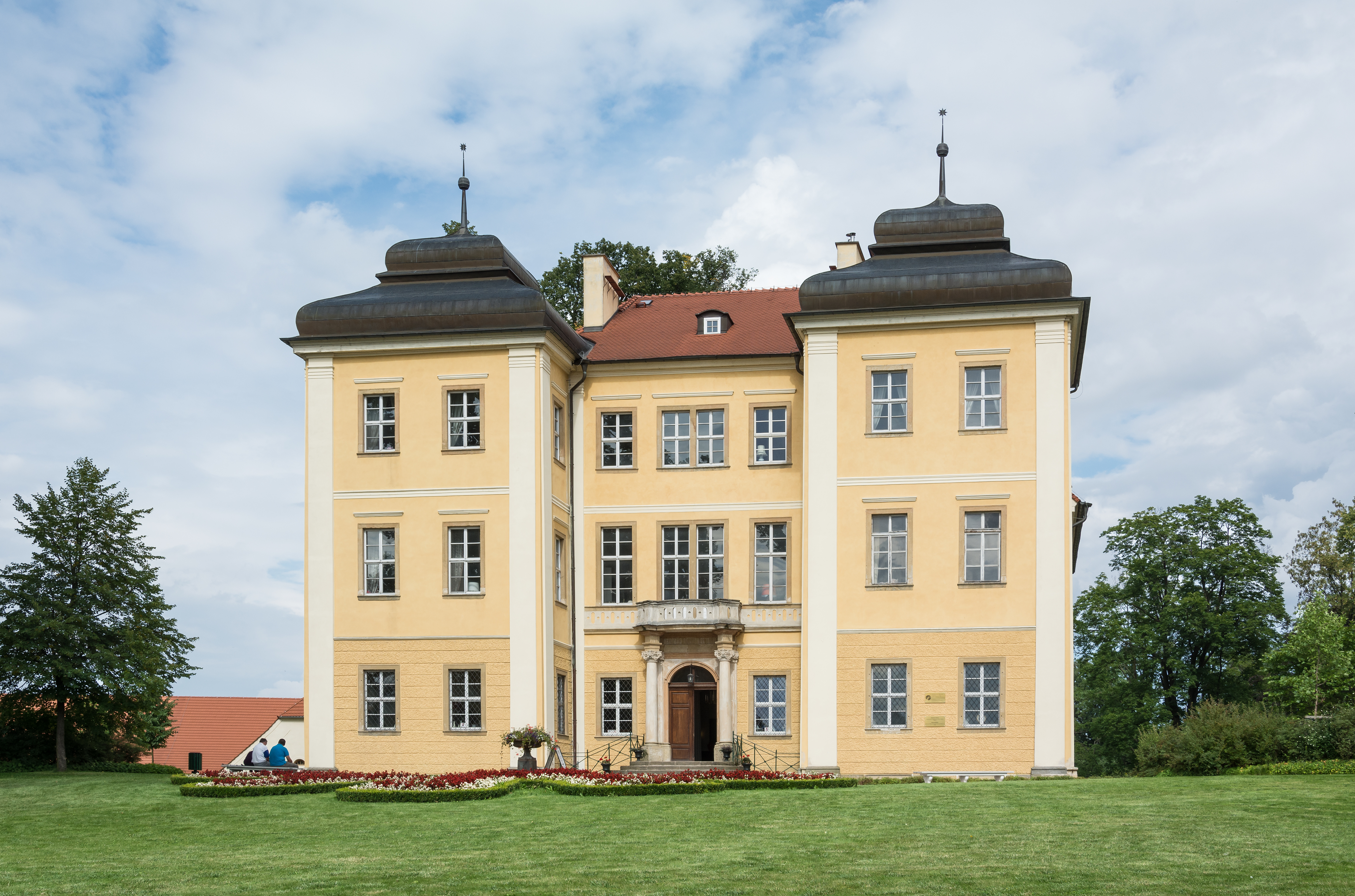
La façade du palais de Łomnica.

Le Palais de Łomnica est un palais baroque qui vient du XVIIe siècle. Le palais et le bâtiment résidentiel voisin dit « La Maison d’une Veuve » sont situés au nord de Łomnica, à côté de croisement des chemins à Karpniki et à Wojanów, à 5 km de Jelenia Góra.

## Histoire du palais et de «la Maison d’une Veuve»
Les premières informations sur les biens immobiliers de Łomnica viennent de la période entre 1475 et 1654. À l’époque, ils étaient propriété de la famille Zedlitz. Entre 1654 et 1737, le palais appartenait à la famille Tomagnini, et du troisième quart du XVIIe siècle jusqu’en 1811, il appartenait à la famille Menzel. Ensuite, les bâtiments sont passés par les mains des familles Flach et von Roth. En 1835, ils ont été achetés par Gustaw von Küster.

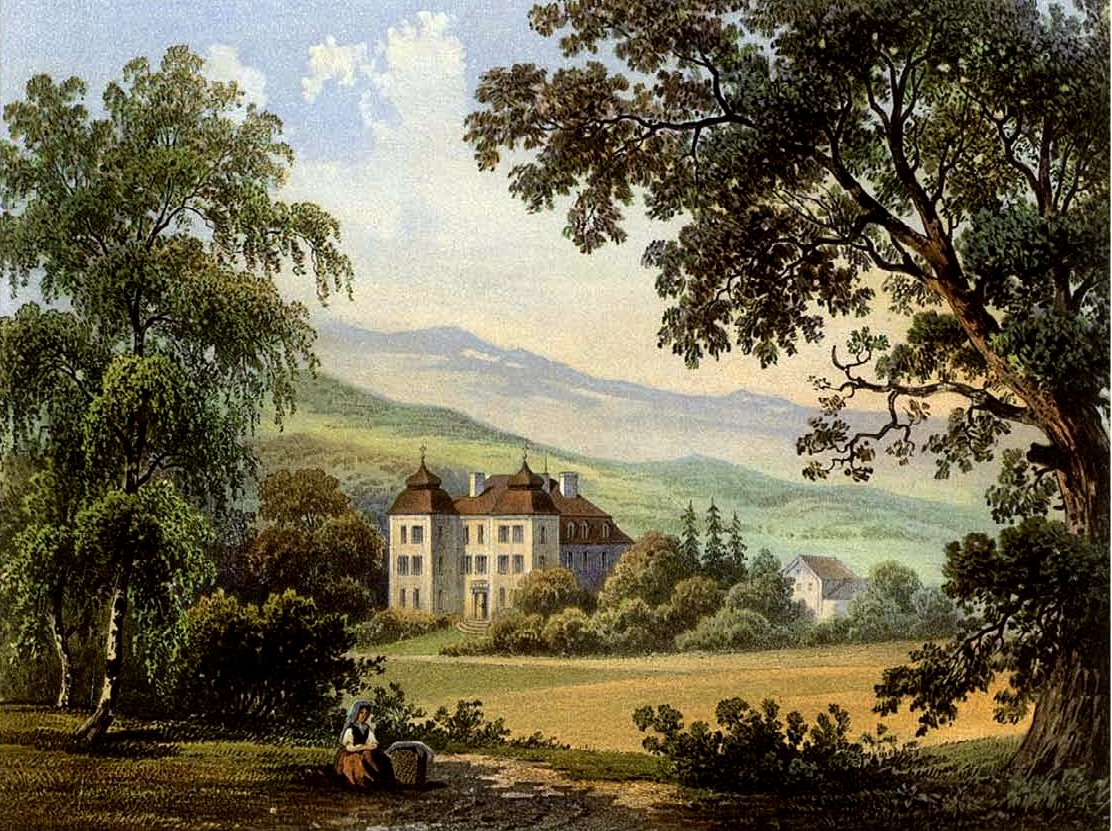
Le palais au XIXe siècle.

Le manoir baroque a été érigé dans la seconde moitié du XVIIe siècle. Le carcasse du bâtiment et les deux alcôves aux coins datent de cette période. Au cours de la reconstruction dans les années 1720, on a fait des changements des façades et de l’intérieur. On attribue le projet de la reconstruction à Martin Franz de Revel. On a introduit les changements de l’apparence du bâtiment les plus importants entre 1838 et 1844, sous la direction d’Albert Tollberg. De plus, on a modifié l’agencement des pièces, on a érigé la cage d’escalier représentative et le nouvel étage, et on a agrandi les fenêtres. Après la Seconde Guerre mondiale, le palais a été repris par l’État polonais. Jusqu’en 1977, l’école a fonctionné dans le palais. Le bâtiment, abandonné depuis la fin des années 1970, a été détruit. En 1992, l’association germano-polonaise a acheté le palais et ensuite, les travaux de reconstruction ont commencé.

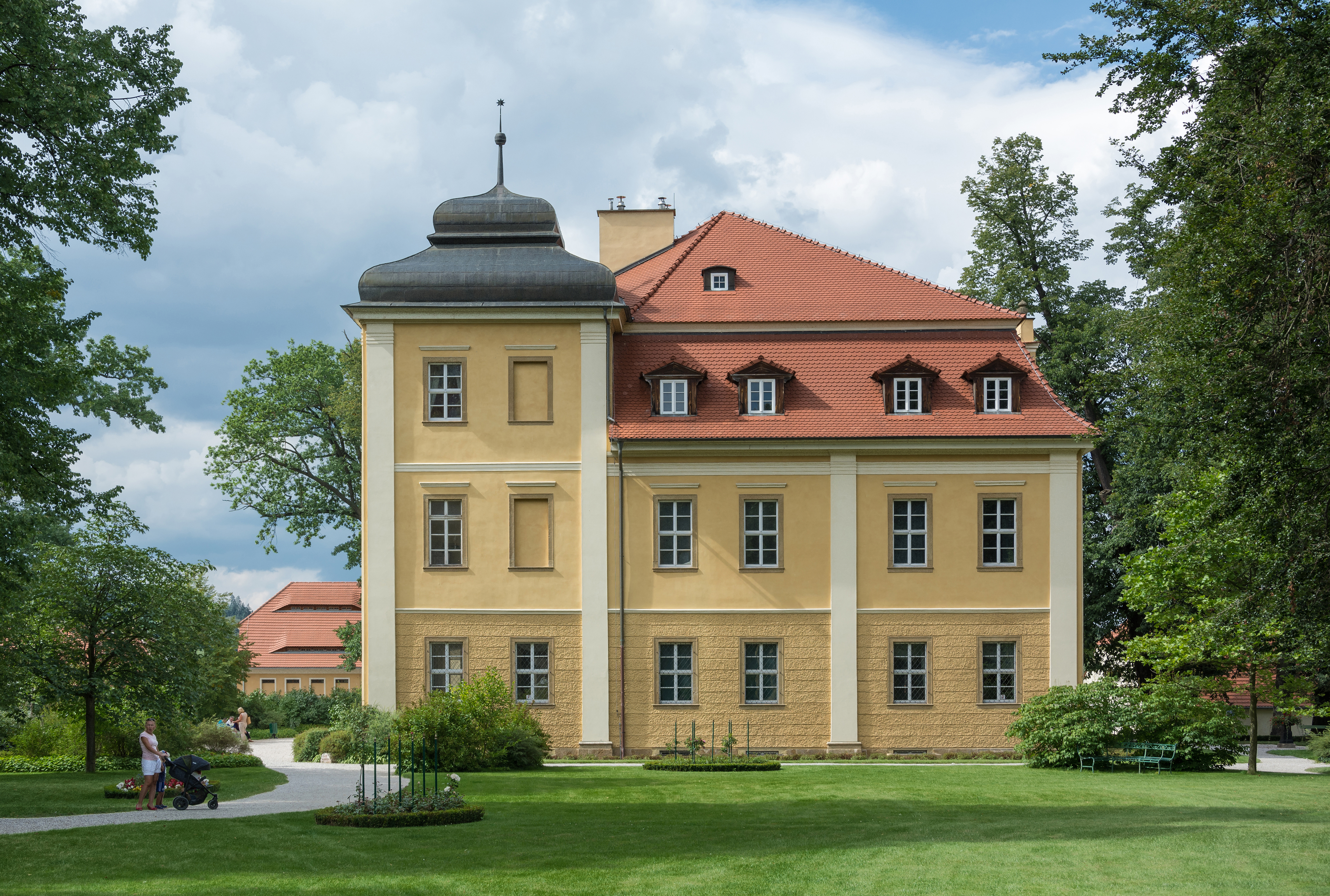
Vue du sud-est.

Le manoir « la Maison d’une Veuve » a été érigé entre 1803 et 1804 par Christian Gottfried Mentzel pour un membre de la famille von Menzel, une personne plus âgée. Après la guerre, il fonctionnait en tant que local d’habitation et de service. Aujourd’hui, il abrite l’hôtel, le restaurant et le café.
Les bâtiments agricoles qui sont situés à côté du palais remplissent la fonction commerciale et gastronomique (les produits de lin, les produits régionaux, la boulangerie, le restaurant, la forge).
Les propriétaires du palais de Łomnica :
- La famille von Zedlitz (1475-1654)
- La famille von Tomagnini (1654-1737)
- Le marchand de Jelenia Góra – Christian Mentzel (1737-1811)
- Johann George Flack du village Kowary (1811-1820)
- Le baron Moritz von Roth (1820-1835)
- La famille von Küster (1835-1945)
- L’État polonais (1945-1992)
- Aujourd’hui[Quand ?], le palais reste la propriété privée (d’Elisabeth von Küster)

## Description du palais et de la «Maison d’une Veuve»

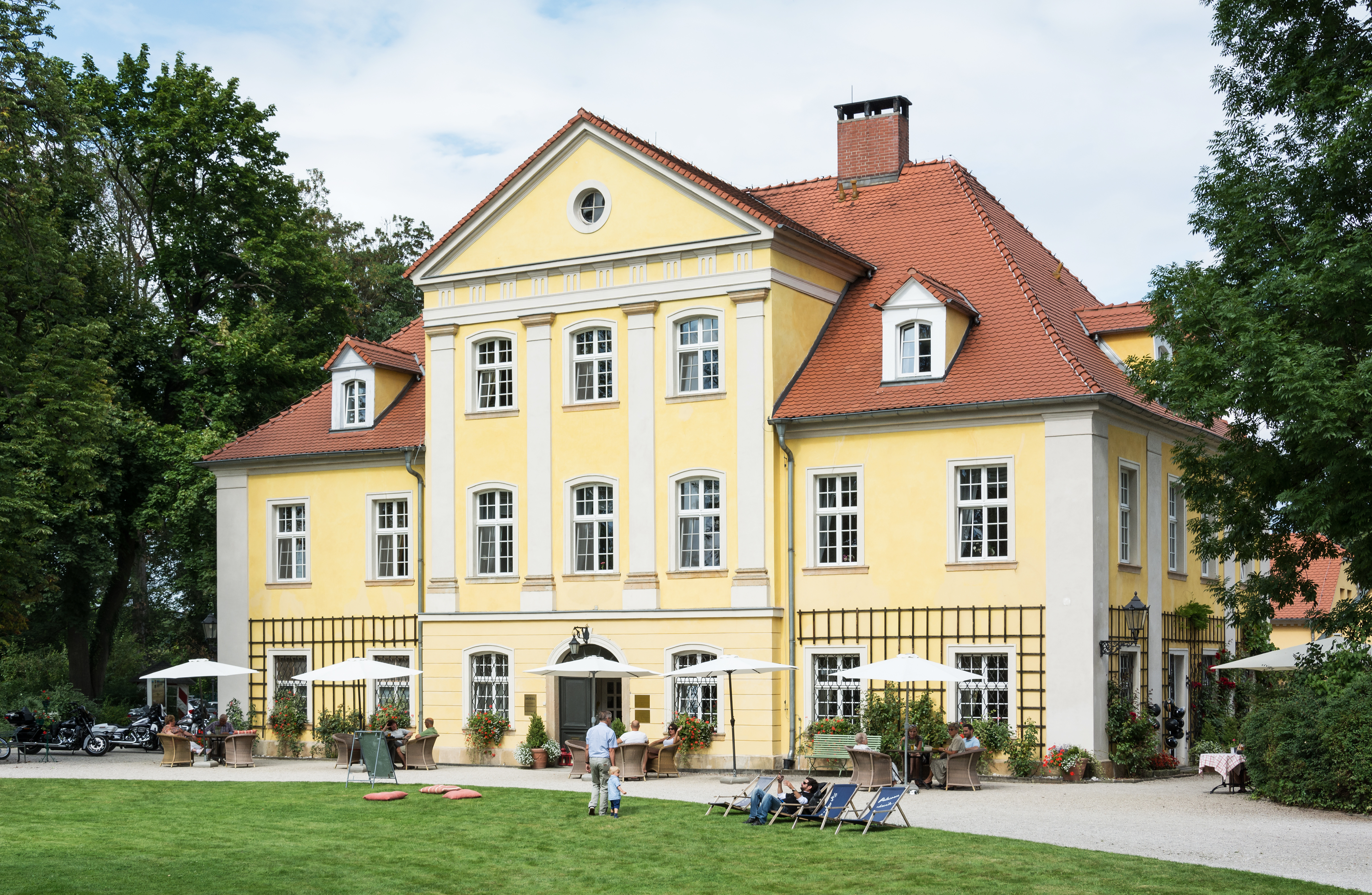
« La Maison d’une Veuve ».

Le palais est un bâtiment de trois étages, érigé sur un plan de carré, avec les alcôves et les ressauts dans les coins. Les alcôves sont couvertes de dômes aplatis et le corps du bâtiment est couvert de toit en croupe. Au centre de la façade, il y a un portail-balcon. La configuration d’espace à l’intérieur n’a pas changé. Au rez-de-chaussée sont conservés les vastes fragments de la peinture murale du début du XVIIIe et du XIXe siècle. Aujourd’hui, dans le palais, il y a un musée.
La « Maison d’une Veuve » est un bâtiment classique de deux étages, érigé sur un plan de rectangle, couvert d’un toit en croupe. Il a les pseudo-ressauts plus hautes du nord et du sud. La configuration de l’espace originelle est préservée à l’intérieur de deux travées.